# Rossano Caddeo
Rossano Caddeo (Sardara, 31 gennaio 1949) è un politico italiano.

## Biografia
Laureato, è insegnante. Fin dalla gioventù è militante del Partito Comunista Italiano. Nel 1988 viene eletto sindaco di Sardara, restando in carica fino al 1991. Dopo la svolta della Bolognina aderisce al Partito Democratico della Sinistra.
Viene eletto al Senato della Repubblica nel 1994 nelle file del PDS. Conferma il proprio seggio a Palazzo Madama anche dopo le elezioni del 1996 e quelle del 2001. Rappresenta i Democratici di Sinistra al Senato fino al 2006.